# Qayalı (Bərdə)
Qayalı è un comune dell'Azerbaigian situato nel distretto di Bərdə. Conta una popolazione di 333 abitanti.